# Almir (football, 1969)
Pour le footballeur né en 1973, voir Almir (football, 1973).
Pour les articles homonymes, voir Almir (prénom).
Almir de Souza Fraga dit Almir (né le 3 février 1969 à Porto Alegre) est un footballeur brésilien.
Il a joué sous les couleurs de l'équipe du Brésil de football à cinq reprises de 1990 à 1993.

## Palmarès
- Vainqueur de la Copa Master CONMEBOL en 1996 avec le São Paulo FC.